# Đèo Giang Sơn
Đèo Giang Sơn là đèo trên quốc lộ 27 ở vùng đất xã Hòa Hiệp huyện Cư Kuin tỉnh Đắk Lắk, Việt Nam 
Đỉnh đèo ở cách gần 5 km về phía nam thị trấn Dray Bhăng  huyện lỵ Cư Kuin.
Đèo đặt tên theo tên thôn Giang Sơn xã Hòa Hiệp. Đoạn quốc lộ 27 này ở Đắk Lắk nối thành phố Buôn Ma Thuột qua huyện Cư Kuin đến thị trấn Liên Sơn huyện Lắk.
Đèo Giang Sơn là điểm tham quan hấp dẫn trong hành trình "Du lịch Buôn Mê Thuột". Gần đèo còn có Thác Dray H'Jie , cách chừng 3 km đường chim bay hướng đông bắc. Thác này được công nhận là di tích danh lam thắng cảnh cấp tỉnh .